# 戦国くん
戦国くん（せんごくくん）は、日本の漫画家、イラストレーター。東京都出身。男性。主に成人向け漫画雑誌で活動している。一般誌向け作品、イラストレーターとしての活動の際にはLICHT（りひと）の名義を使用している。

## 来歴
1980年代から同人活動を開始。一時期は雑誌からの執筆依頼も断り副業も行わず、同人誌専業で活動していた。
1996年、『コミック連撃』（オークス出版）4月号より開始された連載作品「BRANDED」で商業誌デビュー。翌1997年に同作品の単行本『ブランデッド 〜鋼の烙印〜』を出版。
2000年より、同人誌時代の作品を元にした「CAMBION SAGA」シリーズを商業誌に発表。
2001年、『コミックメガフリーク』（FOX出版）6月号より初の一般誌での連載作品「BRANDED」を開始。同誌廃刊に伴い3話で連載が終了してしまうが、以後は自身の同人サークル「すたじお☆たぱたぱ」が発行する同人誌上で執筆が継続された。
2004年、LICHT名義の作品「GORGON BLOOD」がアフタヌーン四季賞秋のコンテストにて審査員特別賞（池上遼一特別賞）を受賞。同誌2005年1月号に掲載される。
2010年より、『メンズヤング』（双葉社）にて『すとれんじ♥ふるーつ』を連載。

## 作品リスト

### 単行本
成人向け作品
1. 『ブランデッド 〜鋼の烙印〜』 1997年11月初版発行、オークス出版〈OAK COMIX〉、ISBN 4-87278-176-7
2. 『BRANDED -ブランデッド-』 2000年11月発売、蒼竜社〈プラザCOMIX〉、ISBN 4-88386-067-1 ※再版本
3. 『CAMBION』 2002年9月発売、富士美出版〈富士美コミックス〉、ISBN 4-89421-493-8 ★
4. 『淫魔性伝』 2004年1月27日発売[2]、松文館〈別冊エースファイブコミックス〉、ISBN 4-7901-1204-7 ★
5. 『凌辱復讐伝説』 2004年6月29日発売[2]、松文館〈別冊エースファイブコミックス〉、ISBN 4-7901-1298-5
6. 『淫魔凌辱』 2005年4月19日発売[2]、松文館〈別冊エースファイブコミックス〉、ISBN 4-7901-1462-7 ★
7. 『淫花繚乱』 2005年8月22日発売[2]、松文館〈別冊エースファイブコミックス〉、ISBN 4-7901-1549-6 ★
8. 『PRETTY COOL』 2009年2月20日発行[3]、茜新社〈TENMA COMICS〉、ISBN 978-4-8634-9048-2
9. 『はぐりんぐ』 2010年12月17日発売[4]、茜新社〈TENMA COMICS〉、ISBN 978-4-8634-9192-2
10. 『すとれんじ♥ふるーつ 1』 2011年3月28日発売[5]、双葉社〈アクションコミックス〉、ISBN 978-4-5758-3891-6
11. 『ぷるるん♥果実 すとれんじ♥ふるーつ 2』 2012年3月17日発売、エンジェル出版〈エンジェルコミックス〉、ISBN 978-4-8730-6417-8
12. 『むちむち♥OVER30』 2015年4月発売、エンジェル出版〈エンジェルコミックス〉、ISBN 978-4-8730-6634-9
13. 『PRETTY COOL』 2017年12月6日発売、海王社〈海王社コミックス〉、ISBN 978-4-79641-099-1 ※新装版
  - 『PRETTY COOL』 2019年8月発行、楽楽出版〈RK COMICS CYBERIA SERIES〉、ISBN 978-4-86704-920-4 ※新装版
14. 『PRETTY COOL 2 ぷりくるっ』 2018年1月10日発売、海王社〈海王社コミックス〉、ISBN 978-4-79641-109-7
  - 『PRETTY COOL 2 ぷりくるっ』 2019年8月発行、楽楽出版〈RK COMICS CYBERIA SERIES〉、ISBN 978-4-86704-922-8 ※新装版

★は「CAMBION SAGA」シリーズ。同シリーズの単行本未収録分は、「すたじお☆たぱたぱ」発行の同人誌『EAST of EDEN 1of2』（2003年4月発行）『EAST of EDEN 2of2』（2003年12月発行）に収録されている。
この他イラストレーターとしてインターネットコミュニティサイト向けのアバターデザイン等を手掛けた。